# David Pryor
David Pryor (Camden, 1934. augusztus 29. – Little Rock, 2024. április 20.) amerikai politikus, kormányzó (Arkansas, 1975–1979) az Amerikai Egyesült Államok szenátora (Arkansas, 1979–1997).

## Élete
1975 és 1979 között Arizona kormányzója volt. 1979 és 1997 között a szenátus tagja volt Washingtonban a Demokrata Párt képviseletében.